# 20 de setembre
El 20 de setembre és el dos-cents seixanta-tresè dia de l'any del calendari gregorià i el dos-cents seixanta-quatrè en els anys de traspàs. Queden 102 dies per finalitzar l'any.

## Esdeveniments
Països Catalans
- 1477 - Inici de la construcció del primer moll de Barcelona.
- 1880 - Es va constituir l'Acadèmia de Belles Arts de Sabadell.
- 1936 - Eivissa i Formentera: les tropes franquistes ocupen aquestes illes.
- 1977 - Barcelona: el grup feixista Triple A envia una bomba a la redacció de la revista El Papus. Mor una persona i 17 queden ferides.
- 2011 - La Federació Catalana de Dards és reconeguda de manera internacional.
- 2017 - L'estat espanyol posa en marxa l'Operació Anubis per tractar d'impedir el referèndum d'autodeterminació de Catalunya.

Resta del món
- 1187 - Jerusalem: Saladí inicia el Setge de la ciutat.
- 1378 - Fondi (Itàlia): és elegit el cardenal Robert de Ginebra com a papa Climent VII d'Avinyó (1378-1394), començant així Cisma d'Occident, per instigació del rei Carles V de França.
- 1697 - Rijswijk (Províncies Unides): s'hi signa el Tractat de Rijswijk, que acaba la Guerra dels Nou Anys.
- 1703 - Höchstädt (Baviera, Alemanya): les tropes franco-bavareses guanyen als austriacistes en la batalla de Höchstädt en el curs de la Guerra de Successió Espanyola.
- 1792 - Valmy (Xampanya, França): els revolucionaris francesos van vèncer en la batalla de Valmy durant la guerra de la Primera Coalició.[1]
- 1836 - Villarrobledo (Castella la Manxa): els carlins tenen 700 baixes (200 morts i ferits i 500 presoners)a la batalla de Villarrobledo durant l'Expedició Gómez de la Primera Guerra Carlina.
- 1870 - Roma (Itàlia): La ciutat queda ocupada per l'exèrcit unificador italià. Desapareixen els Estats Pontificis.

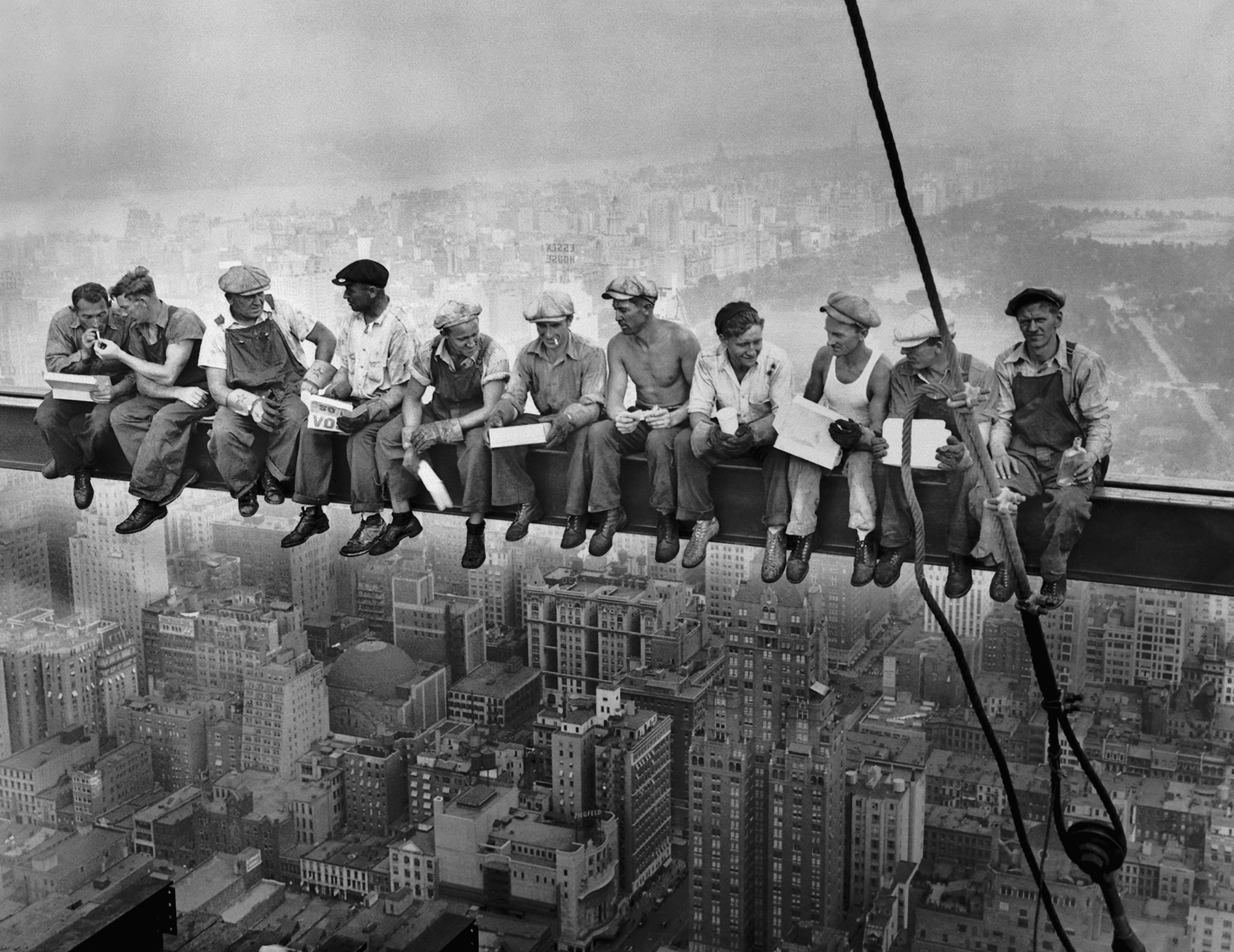
Lunch atop a Skyscraper, realitzada el 20 de setembre del 1932 al RCA de Nova York.

- Lunch atop a Skyscraper, realitzada el 20 de setembre del 1932 al RCA de Nova York.1932 - Nova York (Estats Units)ː Charles C. Ebbets realitza la fotografia DInar dalt d'un gratacels, que esdevindrà una de les imatges icòniques del segle xx.[2]
- 1946 - Canes (França): s'inaugura la primera edició del Festival Internacional de Cinema de Cannes.
- 1956 - Bèlgica: es publica el n° 926 de la revista Spirou que inclou la primera aparicio de Gil Pupil·la, creat per Maurice Tillieux.
- 1979 - Imperi Centreafricà: cop d'estat organitzat pel govern francès (operació Caban) que posa fi al regnat de Bokassa I i restaura la República Centreafricana.

## Naixements
Països Catalans
- 1885 - Manresa: Miquel Augé i Vila, músic, compositor i mestre de capella (m. 1936).
- 1896 - Sant Boi de Llobregat: Balbina Pi i Sanllehy, dirigent anarcosindicalista catalana (m. 1973).[3]

- 1903 - L'Armentera, Alt Empordà: Alexandre Deulofeu i Torres, farmacèutic, químic, polític i filòsof de la història català (m. 1978).
- 1913 - Palafrugell: Rosa Granés i Noguer, bibliotecària catalana (m. 2007).[4]
- 1925 - Gavà, Baix Llobregat: Teresa Roca i Formosa, promotora social i cultural catalana, presidenta fundadora de la Fundació Jaume Bofill (m. 2016).

Resta del món
- 1519 - Sanlúcar de Barrameda: salpa l'expedició dirigida per Magalhães que aconseguirà fer la primera circumnavegació de la història.
- 1596 - Bruges (Comtat de Flandes), Olivier de Wree, dit Vredius, poeta, historiador, polític i mecenes
- 1614 - Trento: Martino Martini, jesuïta italià, missioner a la Xina (m. 1661).[5]
- 1833 - Milà (Itàlia): Ernesto Teodoro Moneta, pacifista italià, Premi Nobel de la Pau el 1907 (m. 1918).[6]
- 1861 - Nova York (EUA): Herbert Putnam, bibliotecari estatunidenc (m. 1955).
- 1899:
  - Kirchhain, Hessen-Nassau, Prússia: Leo Strauss, filòsof i politòleg estatunidenc d'origen jueu (m. 1973).[7]
  - Constantinoble (Imperi Otomà): Louise-Noëlle Malclès, bibliògrafa i documentalista francesa (m. 1977).[8]
- 1902 - Kingston upon Hull: Stevie Smith, poeta i novel·lista britànica (m. 1971).[9]
- 1903 - Racibórz: Gertrud Arndt, fotògrafa i artista tèxtil associada a la Bauhaus (m. 2000).[10]
- 1917 - La Corunya, Galícia, Espanya: Fernando Rey, actor espanyol (m. 1994).
- 1922 - Nova York, Estats Units: William Kapell, pianista estatunidenc (m. 1953).[11]
- 1934 - Roma (Itàlia): Sofia Scicolone, coneguda com a Sophia Loren, actriu italiana.
- 1946 - Los Angeles: Judy Baca, artista i activista chicana.[12]
- 1947 - Saint Louis (Missouri, EUA): Steve Gerber, escriptor de còmics, creador de Howard the Duck (m. 2008).
- 1948 - Bayonne (Nova Jersey, EUA): George R. R. Martin, escriptor creador de la sèrie de llibres en què es basa la sèrie televisiva Joc de Trons.[13]
- 1949 - París, Sabine Azéma: actriu i directora francesa de cinema.[14]
- 1950 - Bagnara, Calàbria (Itàlia): Loredana Bertè, cantant italiana.[15]
- 1951 - Vitòria: Pilar Goya Laza, química i professora d'investigació del CSIC, presidenta de la Societat Química Europea.[16]
- 1956 - Orleans, França: Cyril Neveu, pilot de motos francès, guanyador cinc vegades del Ral·li Dakar.
- 1969 - Amsterdam, Països Baixos: Richard Witschge, futbolista neerlandès.
- 1971 - Helsingborg, Suècia: Henrik Edward Larsson, més conegut com a 'Henrik Larsson, futbolista suec.
- 1975 - Roma, Itàlia: Asia Argento, actriu, directora, guionista i model italiana.[17]
- 1981 - Toledo, Espanya: Feliciano López Díaz-Guerra, tennista espanyol.
- 1985 - Bogotà, Colòmbia: Franceska Jaimes, actriu pornogràfica colombiana.
- 1995 - Whangarei: Laura Dekker, marinera neozelandesa, la persona més jove a circumnavegar el globus en solitari.[18]

## Necrològiques
Països Catalans
- 1371 - Barcelona: Ramon de Tàrrega, jueu convers targarí, frare dominic i teòleg acusat d'heretgia.
- 1951 - Barcelona: Lluís Gonzaga Jordà i Rossell, músic compositor i empresari musical (n. 1869).
- 1975 - Benimodo, Ribera Alta: Josep Maria Ots Capdequí, jurisconsult i historiador del dret (n. 1893).
- 2015 - Barcelona: Carme Balcells i Segalà, agent literària catalana (n. 1930).[19]
- 2017 - Barcelona: Francesc Bonastre i Bertran, musicòleg i compositor català.

Resta del món
- 1714 - Zuric: Anna Waser, dibuixant, pintora i gravadora suïssa del Barroc (n. 1678).[20]
- 1803 - Dublín, Irlanda: Robert Emmet, polític irlandès (n. 1778).[21]
- 1863 - Berlín: Jacob Grimm, lingüista, lexicògraf i historiador de la mitologia germànica, un dels Germans Grimm (n. 1785).[22]
- 1897 - Bubenec (Praga): Karel Bendl, compositor bohemi (n. 1833).[23]
- 1908
  - Pau (França): Nicolás Salmerón y Alonso, President del consell de Ministres i president de la Primera República Espanyola (n. 1838).
  - Biarritz: Pablo Sarasate, violinista i compositor navarrès.
- 1932 - Zaldibia, Guipúscoa: Salvador Garmendia Echeberria, escriptor basc.
- 1933 - Adyar, Índia: Annie Besant, educadora, investigadora, escriptora, periodista i activista a favor de la independència d'Irlanda i de l'Índia (n. 1847).[24]
- 1937 - París: Sonia Lewitska, pintora i gravadora francesa de l'Escola de París (n. 1880).[25]
- 1941 - Lokhvytsia, RSS d'Ucraïna: Mikhaïl Kirponós, general ucraïnès de l'Exèrcit Roig (n. 1892).[26]
- 1951 - Madrid, Espanya: Javier Marías Franco, escriptor, traductor i editor espanyol; membre de la Reial Acadèmia Espanyola.
- 1957 - Järvenpää, Finlàndia: Jean Sibelius, compositor finlandès (n. 1865).[27]
- 1969 - Arnhem, Països Baixos: Jeanne Beijerman-Walraven, compositora neerlandesa (n. 1878).[28]
- 1971 - Atenes, Grècia: Iorgos Seferis, diplomàtic i poeta grec, Premi Nobel de Literatura 1963 (n. 1900).[29]
- 1975 - 
  - Giens, França: Saint-John Perse, poeta i diplomàtic francès, Premi Nobel de Literatura de l'any 1960 (n. 1887).[30]
  - el Caireː Doria Shafik, filòsofa i feminista egípcia, promotora dels drets de la dona.[31]
- 1980 - Madrid: Josefina Carabias, advocada, escriptora, locutora i periodista espanyola (n. 1908).[32]
- 1991 - Parísː Edmée de La Rochefoucauld, dona de lletres francesa, escriptora i filòsofa (n. 1895).[33]
- 1996 - Varsòvia, Polònia: Paul Erdős, matemàtic jueu hongarès immensament prolífic (n. 1913).[26]
- 1999 - El Caire, Egipte: Tahia Carioca, actriu i ballarina egípcia (n. 1920).
- 2002 - París: Joan Littlewood, directora de teatre anglesa (n. 1914).[34]
- 2004 - Derby, Anglaterra: Brian Clough, jugador i entrenador britànic de futbol (n. 1935).
- 2005 - Viena, Àustria: Simon Wiesenthal, investigador jueu ucraïnès, conegut caçador de nazis (n. 1908).[35]
- 2009 - Udine: Novella Cantarutti, escriptora en llengua furlana (n. 1920).[36]
- 2020 - Roma: Rossana Rossanda, periodista, directora de premsa i política italiana.[37]
- 2023 - Jena, Alemanya: Ruth Fuchs, atleta alemanya (n. 1946).[38]

## Festes i commemoracions
- Santoral: sants Eustaqui de Roma, màrtir; a l'Església ortodoxa: Càssia de Constantinoble